# Золотодзьобий пастушок
Золотодзьобий пастушок (Neocrex) — рід журавлеподібних птахів родини Пастушкові (Rallidae). Представники роду зустрічаються у Південній Америці.

## Види
Рід включає два види:
- Neocrex colombiana — пастушок колумбійський
- Neocrex erythrops — пастушок золотодзьобий